# Elien Van Wynendaele
Elien Van Wynendaele est une joueuse de football belge née le 19 février 1995 en Belgique.

## Biographie
En mai 2019, elle annonce qu'elle met un terme à sa carrière au plus haut niveau, victime de problème de genou. En conséquence, elle jouera au niveau inférieur à l'Eendracht Alost Ladies.

## Palmarès
- Vainqueur de la Coupe de Belgique en 2017 et 2019